# 宮崎市総合体育館
宮崎市総合体育館（みやざきしそうごうたいいくかん）は、宮崎県宮崎市にある体育館。

## 概要
1982年竣工。施設は宮崎県が所有し、公益財団法人宮崎市スポーツ協会が指定管理者として運営管理している。

## 施設概要[1]
大体育室
- バレーボール3面、バスケットボール2面、バドミントン10面、テニス3面、ハンドボール1面、卓球台30台
- 観覧席1,164席

剣道場
- 剣道2面、バレーボール1面、バドミントン4面、卓球台10台、バスケットボール1面

柔道場
- 柔道2面

弓道場
- 12人立
- 観覧席130席

テニスコート
- テニスコート3面

## 主なイベント

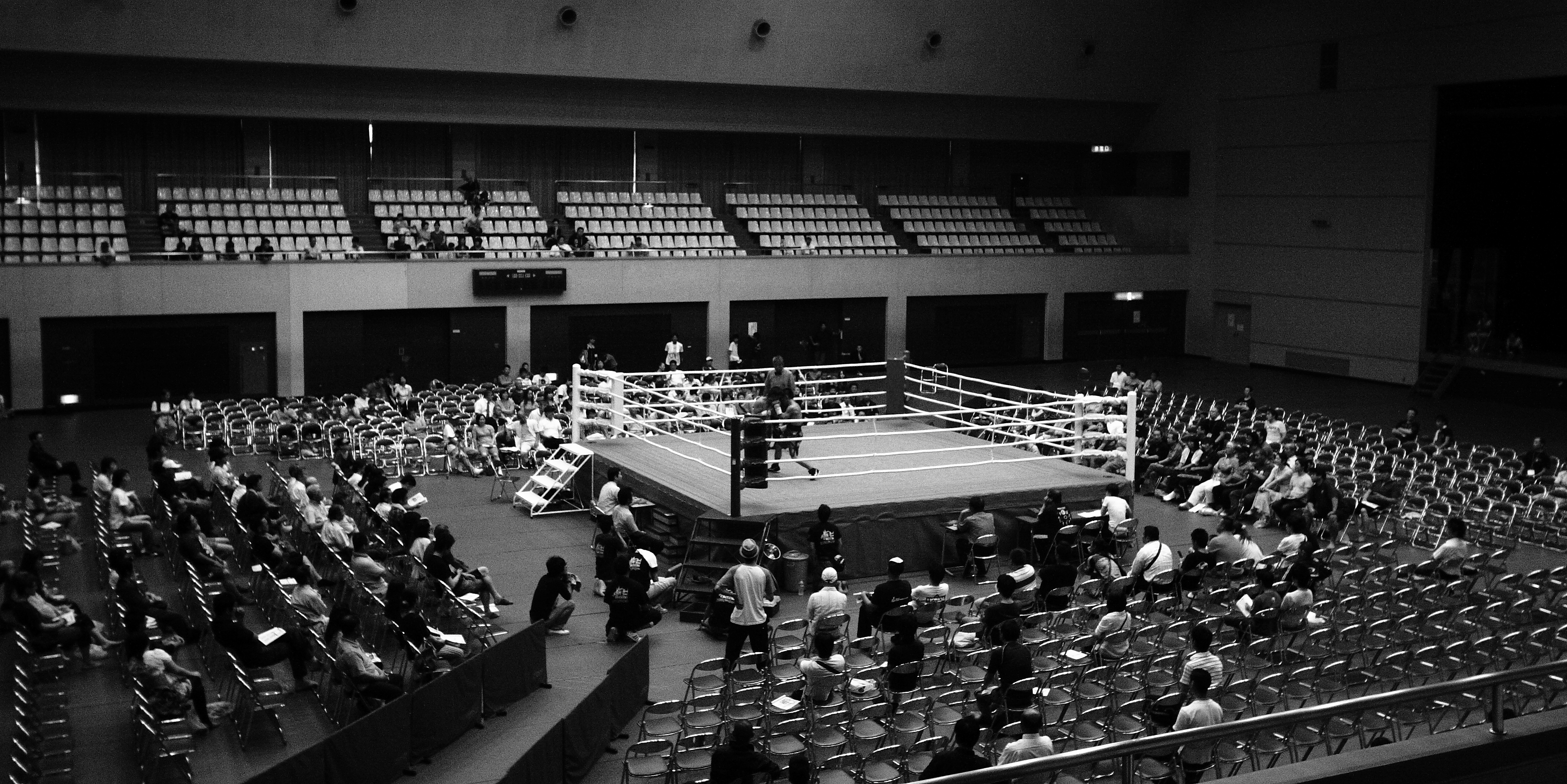
西部日本新人王決勝戦（2011年）

- bjリーグ・宮崎シャイニングサンズがホームゲームで使用。
- Vリーグの公式戦にも使用された。
- 2011年の西部地区新人王決勝戦の会場にもなった。

## 交通アクセス
- JR宮崎駅東口より300m